# Воля (газета, Львов)
«Во́ля» — официальный орган Украинской социал-демократической партии (УСДП; на момент основания газеты называлась Социал-демократической партией Галиции и Буковины). Первый номер газеты вышел 1 января 1900 г. Выходила в 1900—1907 гг. во Львове, дважды в неделю. Издателем и ответственным редактором был Николай Ганкевич.
В 1907 г. её сменила газета «Земля и Воля»